# Виза на злото
„Виза на злото“ (на македонска литературна норма: „Виза на злото“) е криминален игрален филм от Република Македония от 1959 година на режисьора Франце Штиглиц по сценарий на Славко Яневски.
Главните роли се изпълняват от Ацо Йовановски, Илия Джувалековски, Метка Оцвирк, Предраг Дишленкович, Слободан Перович. Поддържащите роли се изпълняват от Дарко Дамевски, Димитрие Бужаровски, Амфи Кръстевски, Петре Пърличко, Ристо Стефановски.

## Сюжет
Филмът проследява съдбата на Симон – млад човек, който е решил да забогатее бързо чрез търговия на наркотици. Полицията обаче го причаква при една от срещите с клиентите му. В объркването Симон загубва портфейла си и предполага, че въпреки че е избягал, полицията го е идентифицирала. Симон решава да избяга в чужбина. Запознава се с Лена, която случайно се намесва в аферата. Бягайки от полицията се качват на лодка, от която в крайна сметка Лена изсипва наркотиците.